# Арсен (Жиронда)
Арсен (фр. Arcins) насеље је и општина у југозападној Француској у региону Аквитанија, у департману Жиронда која припада префектури Бордо.
По подацима из 2011. године у општини је живело 434 становника, а густина насељености је износила 64,11 становника/km². Општина се простире на површини од 6,77 km². Налази се на средњој надморској висини од 10 метара (максималној 18 m, а минималној 1 m).

## Демографија
| 1962. | 1968. | 1975. | 1982. | 1990. | 1999. | 2011. |
| ----- | ----- | ----- | ----- | ----- | ----- | ----- |
| 205   | 242   | 291   | 302   | 304   | 304   | 434   |

График промене броја становника у току последњих година